# 阿濟瓦河
阿濟瓦河是俄羅斯的河流，屬於烏薩河的右支流，由涅涅茨自治區和科密共和國負責管轄，河道全長334公里，流域面積約10,600平方公里，河水主要來自融雪，每年十月至翌年五月結冰。